# Zhang Shichuan
Zhang Shichuan (张石川, 1er janvier 1890 – 8 juillet 1954,) est un réalisateur et producteur chinois qui est considéré comme l'un des pères fondateurs du cinéma chinois. Lui et Zheng Zhengqiu sont à l'origine du premier long-métrage chinois, Difficultés matrimoniales, en 1913, et co-fondent la société cinématographique Mingxing en 1922 qui deviendra la plus grande compagnie de production de la Chine sous la direction de Zhang.
Zhang réalise environ 150 films durant sa carrière, dont Romance d'un marchand ambulant (zh) (1922), le plus ancien film chinois à avoir survécu jusqu'à nos jours ; L’Orphelin sauve son grand-père (zh) (1923), l'un des premiers succès du cinéma en Chine ; L'Incendie du monastère du Lotus rouge (1928), le premier film de kung-fu ; et La Chanteuse Pivoine rouge (1931), le premier film parlant chinois.
Après la destruction des studios de la Mingxing par les bombardements japonais durant la bataille de Shanghai de 1937, Zhang réalise des films pour la compagnie Zhonglian dans le Shanghai occupé par les Japonais, ce qui le fait accuser de trahison après la reddition du Japon de 1945. Il ne se remet jamais de l'humiliation d'être considéré comme un traître et meurt en 1954.

## Biographie
Zhang Shichuan est né sous le nom de Zhang Weitong à Ningbo dans la province du Zhejiang. Shichuan est son prénom de courtoisie. Son père, Zhang Heju, est un petit marchand de vers à soie qui meurt quand Zhang a 16 ans. Celui-ci quitte alors l'école pour aller vivre à Shanghai chez son oncle maternel Jing Runsan, un comprador à succès. À Shanghai, il travaille à la compagnie américaine Huayang le jour et étudie l'anglais la nuit.
En 1913, deux Américains de Shanghai, Yashell et Suffert, qui ont acheté la société cinématographique d'Asie (zh), demandent à Zhang d'être leur consultant. En dépit de son inexpérience dans la réalisation de films, Zhang reprend la charge de l'entreprise. Il demande l'aide de Zheng Zhengqiu, un dramaturge à succès, et les deux cofondent la compagnie cinématographique Xinmin destinée à faire des films pour le compte de la compagnie cinématographique d'Asie. Ils réalisent très vite le premier long-métrage de Chine, Difficultés matrimoniales, en 1913. Cependant, Xinmin et Asie font faillite quand leur approvisionnement de pellicule allemande est rompu par la Première Guerre mondiale,,. Quand son oncle meurt, la tante de Zhang lui demande de gérer le parc de loisirs Le Nouveau Monde de la famille.
En 1916, Zhang fonde la compagnie cinématographique Huanxian quand les pellicules américaines deviennent disponibles à Shanghai et réalise le film Victimes de l'opium adapté d'une pièce de théâtre. Mais la compagnie ferme rapidement et il retourne s'occuper du parc de loisirs qui est vendu en 1920.
En 1922, Zhang et son ancien partenaire Zheng Zhengqiu, ainsi que Zhou Jianyun, Zheng Zhegu, et Ren Jinping (任矜萍), fondent la société Mingxing. Influencé par l'occident, Zhang met la priorité sur le profit, ce qui l'oppose à Zheng Zhengqiu, dramaturge issu d'une famille aristocratique qui pense que le rôle du cinéma est de mener à une réforme sociale et une amélioration de la morale,. Les premiers films de la compagnie, comme Le Roi de la comédie en visite à Shanghai(1922), sont principalement populaires, mais Zhang réalise également des films moralistes de Zheng comme l'Orphelin sauve le grand-père (1923), qui est une grande réussite commerciale,. Après le succès phénoménal de L'Incendie du monastère du Lotus rouge (1928), il produit 17 suites dans les trois années qui suivent. Le film marque les débuts des films de kung-fu, et les autres studios concurrents s'efforcent de produire des œuvres semblables.
En 1928, la Mingxing devient une société par actions, et s'arrange avec le gouvernement pour vendre les stocks au public. Pendant ses 17 années d'existence, la compagnie est toujours dirigée par Zhang. Il en fait la plus grande société de production de Chine. En coopération avec Hong Shen, Zhang réalise La chanteuse à la pivoine rouge en 1931, le premier film parlant chinois (bien qu'il agit d'un son sur disque et non d'un son sur film).
Au début des années 1930, l'invasion japonaise de la Mandchourie et l'attaque de Shanghai provoquent une crise nationale en Chine. La Mingxing passe alors vers les idées gauchistes et embauche plusieurs écrivains de gauche qui écrivent les scripts de films comme Le Marché tendre (1933) et L'Argent de la chance (1937),.
En août 1937, la bataille de Shanghai commence et l'armée impériale japonaise occupe la ville (à l'exception des concessions étrangères) après des mois de combat. Les studios de la Mingxing sont détruits par les bombardements japonais. Zhang sauve cependant du matériel et rejoint la compagnie Guohua, mais est incapable de refonder la Mingxing,.
Lorsque la guerre du Pacifique commence en 1941, les Japonais occupent la concession internationale de Shanghai, qui est sous contrôle britannique et américain, et fusionnent les restes des studios de cinéma pour créer la compagnie Zhonglian. Zhang travaille pour cette compagnie pro-japonaise comme directeur de filiale et réalisateur.
Après la reddition du Japon en 1945, Zhang est accusé de trahison pour avoir travaillé pour les Japonais, mais n'est pas officiellement jugé. Il travaille brièvement à Hong Kong pour la société cinématographique de la Grande Chine, et à Shanghai pour la compagnie Datong mais ne se remet jamais de l'humiliation d'être considéré comme un traître. Il meurt à Shanghai en 1954 à 64 ans.

## Postérité
Zhang Shichuan est considéré comme l'un des pères fondateurs du cinéma chinois. Il réalise environ 150 films durant sa carrière. Sous sa direction, la Mingxing devient le plus grand et influent studio de cinéma de Chine. De nombreux réalisateurs et écrivains influents, comme Hong Shen, Cheng Bugao, Xia Yan, Ouyang Yuqian, Shen Xiling, Cai Chusheng, et Yang Hansheng, commencent ou développent leurs carrières à la Mingxing.

## Filmographie
- 1913 : Difficultés matrimoniales (难夫难妻)
- 1922 : Romance d'un marchand ambulant (zh) (劳工之爱情)
- 1922 : Zhang Xinsheng (zh) (閻瑞生)
- 1922 : Le Roi de la comédie en visite à Shanghai (en) (孤儿救祖记)
- 1923 : Un orphelin sauve son grand-père (zh) (孤儿救祖记)
- 1926 : L’Orchidée dans la vallée solitaire (en) (空谷兰)
- 1928 : L'Incendie du monastère du Lotus rouge (火烧红莲)
- 1931 : La Chanteuse Pivoine rouge (歌女红牡丹)
- 1934 : Une bible pour les femmes (zh) (女儿经)